# Aeroportul Wexford County
Aeroportul Wexford County (IATA: CAD, ICAO: KCAD, FAA LID: CAD) este un aeroport din Michigan, Statele Unite ale Americii. Aeroportul a fost tranzitat în 2017 de 2 pasageri.
Situat la o altitudine de 398 m, aeroportul dispune de 2 piste.

## Infrastructură

### Piste
Aeroportul dispune de 2 piste. Pista 7/25 are suprafața de asfalt și dimensiunile 5.000 picioare × 100 picioare. Pista 18/36 are suprafața de Iarbă și dimensiunile 2.006 picioare × 150 picioare. 